# Pseudeuptychia
Genre
Pseudeuptychia est un genre de papillons de la famille des Nymphalidae et de la sous-famille des Satyrinae.

## Dénomination
Le nom de Pseudeuptychia leur a été donné par Walter Forster en 1964.

## Liste des espèces
- Pseudeuptychia hemileuca (Staudinger, [1886]) ; présent en Colombie.
- Pseudeuptychia languida (Butler, 1871) ; présent en Équateur.
- Pseudeuptychia sp. au Pérou

### Source
- funet